# 艾蒂安·博比耶
艾蒂安·博比耶（法語：Étienne Bobillier，1798年4月17日—1840年3月22日）是一位法国数学家。
他出于法国隆斯勒索涅市，19岁进入巴黎综合理工学院，在那里学习了一年，由于费用不足，中途缀学。1818年成为沙隆法国国立高等工程技术学校的一名数学老师。1829年他被派送到昂热做研究主任。第二年，即1830年大革命期间在国民警卫队服役。1832年在岗位被取消后，重新返回了沙隆并晋升为教授。
1836年，他的健康状况开始出现问题，但他拒绝休假调养，继续教书，因此，当他41岁尚处于壮年期时就过早地离世了。
他较出名的是有关几何方面的研究，尤其是曲面几何的代数处理和极化曲线。他对静力学和悬链线也进行过研究。
月球上的博比利尔陨石坑就是以他的名字命名的。

## 著作
- 《几何课程》, 1849年
- 《代数原理》, 1865年